# Young Soldierz
Young Soldierz war eine amerikanische Rap-Crew, bestehend aus einigen Mitgliedern der Hip-Hop-Gruppen Damu Ridas und Nationwide Rip Ridaz. Beide Rap-Gruppen haben ihren Ursprung in den Bloods & Crips-Gangs. Sie standen bei Dangerous Records und Death Row Records unter Vertrag.

## Geschichte
Die Young Soldierz kamen während des Projektes Bangin’ on Wax der Gruppen „Bloods & Crips“ zusammen. Beim Erfolg der Gruppe formierten sich die einzelnen Mitglieder Big Wy, Dog, Pops and Lil’ Stretch für die Veröffentlichung des Albums Young Soldierz. Es erschien im Jahr 1994. Unter anderem waren die Singles If Tomorrow Comes und Alligator sehr erfolgreich.

## Folgezeit
Die Mitglieder produzierten weiterhin Musik für das „Bloods & Crips“-Projekt. Dessen Fortsetzung des Debütalbums Bangin’ on Wax 2… The Saga Continues erschien am 12. September 1994. Im selben Jahr trafen sie Suge Knight, den Mitgründer von Death Row Records und unterschrieben einen Plattenvertrag. Die Band löste sich im Jahr 1998 auf. Die verbliebenen Mitglieder Big Wy und Dog (jetzt Suga Buga) nahmen später gemeinsam das Album How Deep Is Your Hood mit der Damu Ridas-Gruppe auf. Danach formierten sie die Rap-Crew The Relativez.
| Band                           | Mitglied         | Anmerkungen |
| ------------------------------ | ---------------- | --- |
| Avenue Piru Gang               | O.Y.G Redrum 781 | O.Y.G Redrum 781 (auch edruM781) lebt noch, veröffentlichte ein Album und mehrere Mixtapes.                                        |
| Crenshaw Mafia Gangster Bloods | Big Wy           | Big Wy (auch Red Rag) lebt noch, veröffentlichte ein Album mit der Gruppe Young Soldierz. Außerdem gründete er Cali Swag District. |
| Bounty Hunter Bloods           | Lil’ Stretch     | Lil’ Stretch besitzt einen Motorradladen.                                                                                          |
| Bounty Hunter Bloods           | Yank             | Yank’s (auch Gangsta Yank) Verbleib ist unklar.                                                                                    |
| Weirdos Gangster Bloods        | Dogg             | Dogg (auch Suga Buga) lebt noch.                                                                                                   |
| Weirdos Gangster Bloods        | Pops             | Pops lebt noch. |

## Diskografie
Studioalben
| Jahr | Titel                                                                       |
| ---- | --------------------------------------------------------------------------- |
| 1994 | Young Soldierz - Veröffentlicht: 2. Februar 1994 - Label: Dangerous Records |

Gastbeiträge
- 1994: Murder Was the Case (als Young Soldierz)
- 1999: The Best of Ronnie Ron’s Gansta-Lations[2]

## Musikvideos
| 1994 | Alligator | Eastside-Westside Unreleased | If Tomorrow Comes |